# Emblème du Rwanda
L'actuel emblème du Rwanda se compose d'un anneau vert avec un nœud dans la partie inférieure. L'anneau vert avec un nœud symbolise le dur labeur du travail.
En haut, sur une ceinture d'or, on peut lire la phrase : « Repubulika y´u Rwanda » (« République du Rwanda ») et en bas la devise nationale : « Ubumwe - Umurimo - Gukunda igihugu » (« Unité - Travail - Patriotisme ».)
À l'intérieur, sont représentés les autres éléments qui composent l'emblème : le soleil dans la partie supérieure, deux boucliers d'intore sur les parties latérales, et au milieu un « agaseke » (panier de la paix) entouré de deux plantes symboliques pour ce pays : à gauche le sorgho, la principale céréale cultivée au Rwanda, et à droite le café, la principale culture d'exportation. En arrière-plan on retrouve un engrenage, symbole de l'industrialisation progressive du pays.

## Galerie de photographies

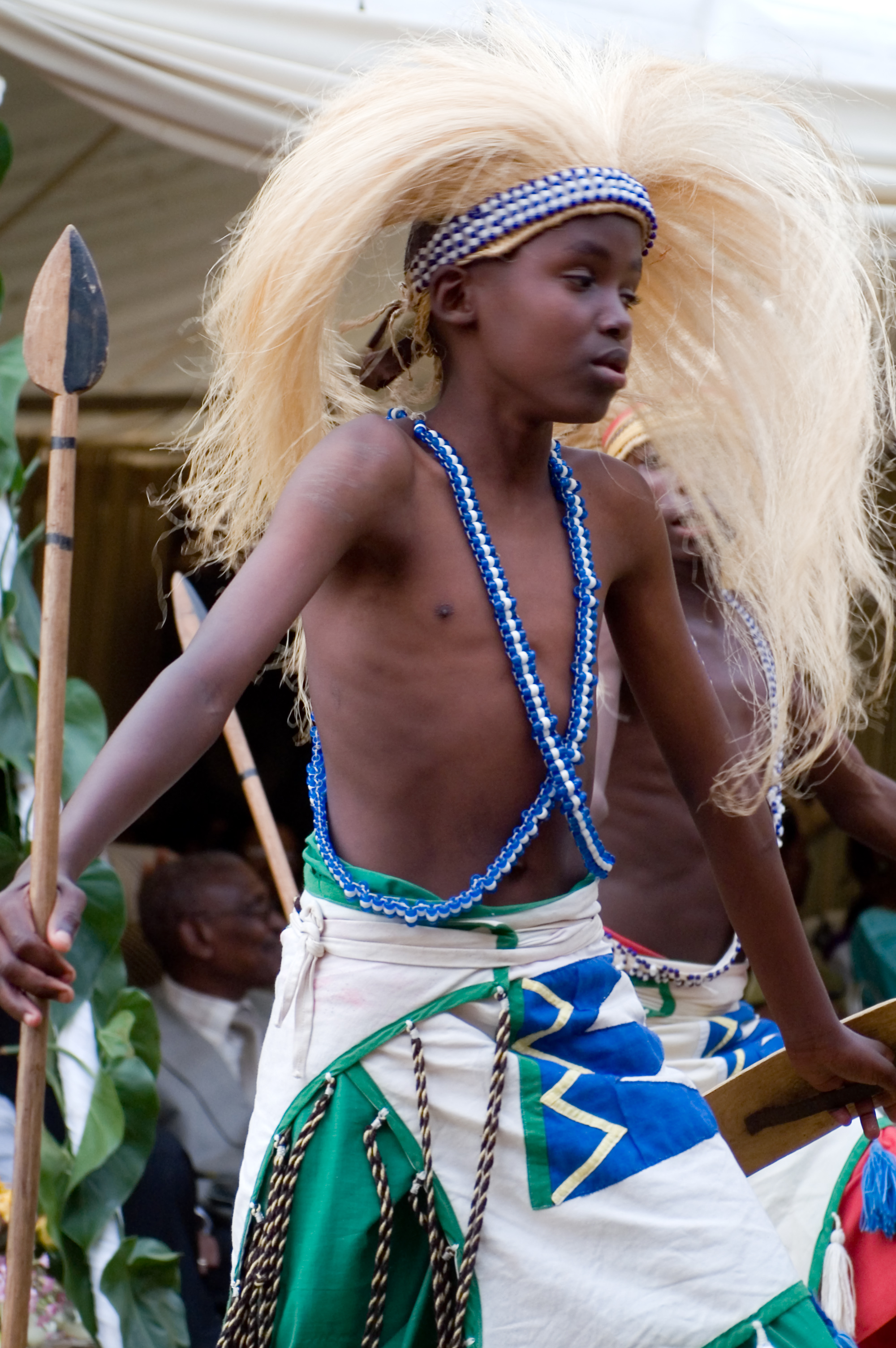
Danseur intore, avec sa lance et son bouclier.
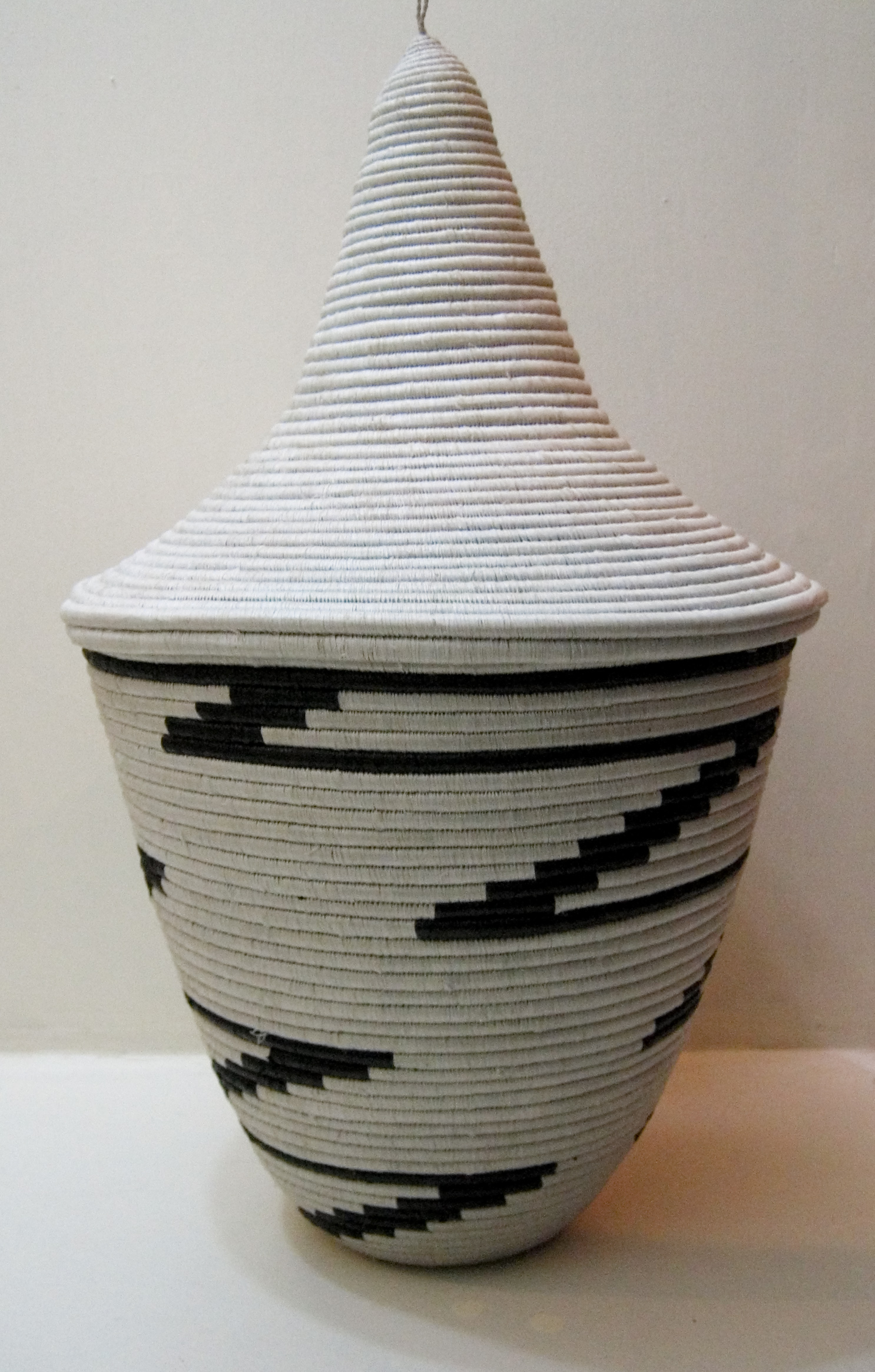
Agaseke, vannerie traditionnelle.

## Évolution

Royaume du Rwanda (1959-1962)
République rwandaise (1962-2001)
République du Rwanda (depuis 2001)